# Vettisfossen-vízesés

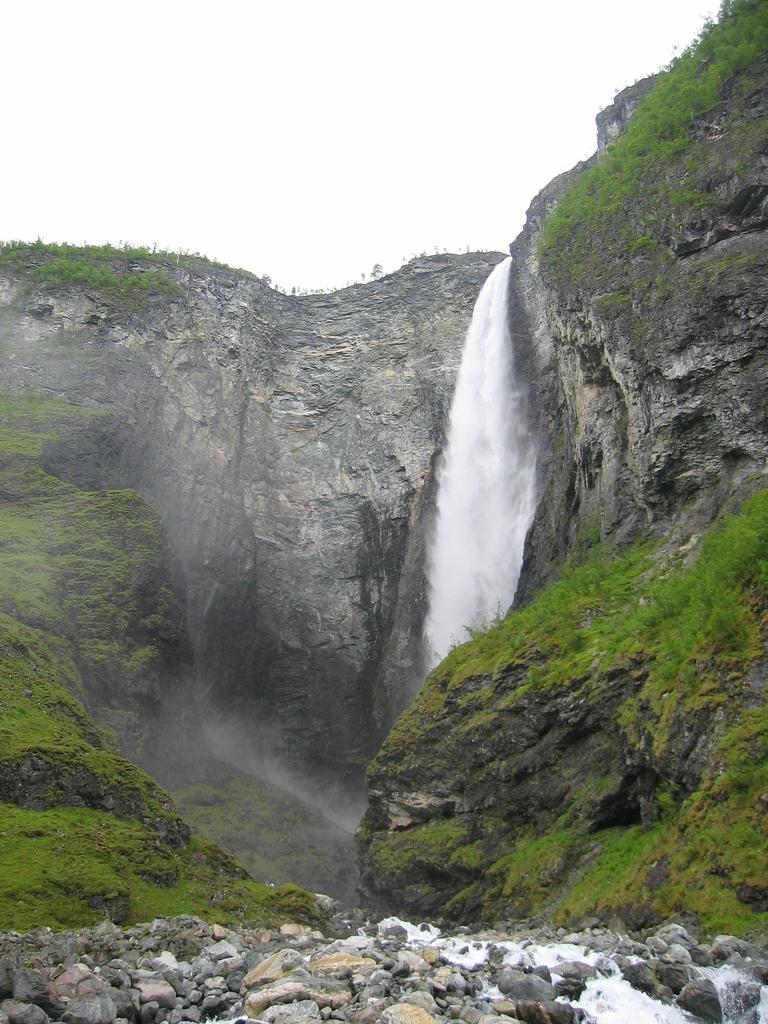
A Vettisfossen-vízesés látképe

A Vettisfossen-vízesés Norvégiában a Jotunheimen-hegységben található az Utladalen Tájképvédelmi Területen Årdal település közelében Sogn og Fjordane megyében. A víz 275 méter esés után érkezik a vízesés alsó szakaszára. Ez Norvégiában a legmagasabb vízesés, amely nincsen a vízenergia-termelés szolgálatába állítva (a legmagasabb ilyen vízerőmű a Måbødalsfossen). A vízesés egy könnyed séta segítségével elérhető Øvre Årdalból az Utladalen-völgyön keresztül. Nevét a közeli Vetti nevű farmról kapta. A Vettismorki hegyi farm szintén a vízesés közelében fekszik, csak annak a felső folyásán.

## Fordítás
Ez a szócikk részben vagy egészben  a   Vettisfossen című angol Wikipédia-szócikk ezen változatának fordításán alapul.  Az eredeti cikk szerkesztőit annak laptörténete sorolja fel. Ez a jelzés csupán a megfogalmazás eredetét és a szerzői jogokat jelzi, nem szolgál a cikkben szereplő információk forrásmegjelöléseként.